# Alessano
Alessano é uma comuna italiana da região da Puglia, província de Lecce, com cerca de 6413 (30/11/2018) habitantes. Estende-se por uma área de 28 km², tendo uma densidade populacional de 234 hab/km². Faz fronteira com Castrignano del Capo, Corsano, Gagliano del Capo, Morciano di Leuca, Presicce, Salve, Specchia, Tiggiano, Tricase.

## Demografia
| Variação demográfica do município entre 1861 e 2011                               |
|                                                                                   |
| Fonte: Istituto Nazionale di Statistica (ISTAT) - Elaboração gráfica da Wikipedia |